# Endodothella platensis
Endodothella platensis är en svampart som först beskrevs av Speg., och fick sitt nu gällande namn av Theiss. & Syd. 1915. Endodothella platensis ingår i släktet Endodothella och familjen Phyllachoraceae.   Inga underarter finns listade i Catalogue of Life.